# Kick (álbum de INXS)
Kick es el nombre del sexto álbum de estudio grabado por la banda de rock alternativo australiana INXS. Fue lanzado al mercado por las compañías discográficas WEA, Atlantic Records en los Estados Unidos y Phonogram Records en el Reino Unido el 12 de octubre de 1987, El álbum estuvo bajo la producción musical del británico Chris Thomas. Hasta el día de hoy es el disco más vendido y exitoso de la banda, con más de 24 millones de copias a nivel mundial incluyendo 12 millones sólo en los Estados Unidos.
Sencillos como "Need You Tonight", "Devil Inside", "New Sensation" y "Never Tear Us Apart" ingresaron al Top 10 de los Estados Unidos.
En 2004 se editó una versión de dos discos (Deluxe Edition) que contiene remixes, demos y temas inéditos.

## Historia
Entre 1980 y 1984, INXS había lanzado cuatro álbumes del estudio y había realizado extensas giras por su Australia natal. La banda estaba recibiendo una gran cantidad de atención en su país, pero estaban decididos a lograr el éxito internacional. Aunque sus primeros álbumes resonaron con fuerza en Australia, su cuarto disco, "The Swing", tuvo éxito tanto en Australia como en algunas partes de Europa. Su lanzamiento en 1985 "Listen Like Thieves" llevaría finalmente al grupo a la fama internacional, logrando imponerse en el mercado de los Estados Unidos. El álbum alcanzó el puesto número 11 en el Billboard Top 200 y le dio al grupo su primer Top 5 en los Estados Unidos, "What You Need". "Listen Like Thieves" fue también el primero de las tres álbumes en los que colaboró Chris Thomas.
Tras el éxito de "Listen Like Thieves" y el sencillo "What You Need", INXS sabía que su nuevo material tendría que ser aún mejor. Según el guitarrista y saxofonista Kirk Pengilly, "queríamos un álbum donde todas las canciones fueran posibles sencillos". Hacia finales de 1986, los miembros de la banda se reunieron en la Ópera de Sídney, en Sídney, para ensayar las canciones que Michael Hutchence y Andrew Farriss habían escrito para "Kick". Chris Thomas volvería a producir, contribuyendo con su arte, influencia y sabiduría; Todos los elementos clave que ayudaron a que "Listen Like Thieves" fuera un éxito.
Antes de comenzar el trabajo en "Kick", INXS participó en la gira 1986-1987 Australian Made. La breve gira fue organizada por el representante de la banda, Chris Murphy, y se celebró en las seis capitales de estado de Australia.

## Grabación y producción
En enero de 1987, INXS entró en los Estudios Rhinoceros en Sídney para comenzar a grabar "Kick", su sexto álbum de estudio, y el segundo con Chris Thomas. A pedido de la banda, el ingeniero David Nicholas fue convocado para ayudar con la producción del álbum. Nicholas era copropietario de Rhinoceros y había trabajado previamente con la agrupación en su álbum de 1982 "Shabooh Shoobah". En la autobiografía de la banda "INXS: Story to Story", Nicholas se muestra optimista acerca de la producción del álbum, recordando: "Había una sensación muy buena en el estudio de que esto iba a ser algo grande. La banda había completado una gira realmente exitosa por los Estados Unidos para promocionar 'Listen Like Thieves', así que realmente estaban en llamas".
Durante la producción, el representante agendó fechas para la próxima gira europea de la banda. Esto significó un problema para Thomas, que sentía que el álbum necesitaba más canciones. Thomas recuerda: "Ellos estaban en un momento de increíble crecimiento y estaban ganando fanes todo el tiempo. Había una enorme audiencia esperando el producto, pero decidí que no tenían las canciones correctas todavía". Thomas persuadió a los compositores principales Hutchence y Andrew Farriss a volar a Hong Kong (donde Hutchence y el baterista Jon Farriss poseían un apartamento) para escribir más material para "Kick". Mientras esperaba un taxi para ir al aeropuerto para volar a Hong Kong, Andrew pensó en el famoso riff de guitarra para "Need You Tonight". Le dijo al taxista que esperara un par de minutos mientras regresaba a la habitación de su hotel para buscar algo. De hecho, volvió a grabar el riff en casete. El taxista se puso furioso cuando Andrew volvió cuarenta y cinco minutos después. Cuando Hutchence escuchó el demo en Hong Kong, comenzó a escribir la letra de la canción, completándola en tan sólo diez minutos.
Al final de su reclusión de dos semanas en Hong Kong, Hutchence y Andrew Farriss regresaron a las sesiones de grabación en Australia con un puñado de cintas demo, incluyendo "Need You Tonight", "Kick" y "Calling All Nations". Thomas sabía que el álbum estaba completo en el momento en que escuchó las grabaciones, y pronto se organizaría para la última parte de la producción del disco, que se llevaría a cabo en el Studio De La Grande Armee en París, Francia. Fue en este punto que surgió el título del álbum, tomado del nombre de una de las canciones compuestas en Hong Kong. El título ya había sido considerado previamente durante las sesiones de grabación en Australia, cuando se vio que la palabra "Kick" ya había surgido en un par de temas. También estaba el atractivo de que la palabra contaba con cuatro letras, como el nombre de la banda.
Algunas canciones fueron grabadas siguiendo el patrón de los demos, mientras otras sufrieron cambios drásticos. Originalmente, "Never Tear Us Apart" era una balada de piano que no tenía estructura orquestal en absoluto. El demo de "Mediate" era también más extenso. Cuando Andrew Farriss hizo escuchar por primera vez su demo en el estudio, "Need You Tonight" estaba sonando en el fondo. Al escuchar las dos pistas simultáneamente, Nicholas trabajó para combinar las dos canciones. En la autobiografía oficial de la banda, Nicholas dijo: "Rebobiné su cinta y comencé a reproducirla justo cuando 'Need You Tonight' terminó y sincronizó tan perfectamente que realmente pensé que algo andaba mal".

## Música y letras
En "Kick", Chris Thomas fusionó el funk y el soul de "The Swing" con el rock mainstream de "Listen Like Thieves". En una entrevista con MusicRadar, Andrew declaró: "La fusión de funk y rock siempre estuvo en nuestras cabezas. Estábamos muy entusiasmados con la idea de superponer dos tipos de canciones y géneros juntos". Esta combinación, junto con la destreza de escribir canciones entre Andrew y Hutchence resultó en "Kick": un álbum enérgico, emocional y optimista. El periodista musical Steve Huey de AllMusic se identificó con el estilo del álbum, afirmando que "'Kick' cristalizó todas las influencias de la banda -rock and roll, pop, funk, dance pop contemporáneo- en un híbrido de dance / rock cool y elegante". Nick Launay, productor de "The Swing", señaló: "Se inclinarían más hacia el funk en 'The Swing' y luego se inclinarían hacia el rock en 'Listen Like Thieves' para llegar a los Estados Unidos. Cuando llegó 'Kick', era hora de inclinarse hacia el funk de nuevo. Cuando escuché ese álbum [Kick], pensé, wow, lo hicieron bien ".
El éxito de "What You Need" proporcionó a los compositores principales Michael Hutchence y Andrew Farriss la confianza y el optimismo para escribir un material aún más grande. Tras su lanzamiento, "Kick" se destacó por estar en sintonía con los medios de comunicación de finales de los años 80, lo que se evidencia al instante en la canción de apertura del álbum "Guns in the Sky", que describe el estado del mundo y su obsesión por las armas. El resto del álbum se centra en temas de diversión, amor y exceso; "New Sensation" y "Calling All Nations" son ambos sobre un estilo de vida de fiesta mientras que "Never Tear Us Apart" describe una conexión instantánea entre dos personas que forman un vínculo que durará para siempre. La secuenciación de "Need You Tonight" y "Mediate" contrasta con las letras, ya que el primero exuda intimidad, mientras que el segundo aborda las preocupaciones sociales como el apartheid.

## Publicación
Tras la finalización de "Kick", Murphy voló inmediatamente a Nueva York para reproducir el álbum terminado ante los altos ejecutivos de Atlantic Records. El sello discográfico rechazó el álbum, sintiendo que los elementos de funk y dance alienarían a los roqueros tradicionales que los seguían desde el disco anterior. A pesar de las protestas de Atlantic y su oferta de un millón de dólares para producir el álbum de nuevo, Murphy resistió e ideó una estrategia para publicar "Kick". Sin que Atlantic lo supiera, Murphy organizó una reunión con el personal de la división de promoción en radio del sello para hacerles escuchar "Need You Tonight". Encontró un camino cuando la canción comenzó a sonar en las radios universitarias. recibiendo una enorme difusión en esas emisoras. Mientras tanto, INXS estaba tocando en bares universitarios y auditorios universitarios en toda América del Norte. Rápidamente, "Kick" se estaba convirtiendo en popular entre los fanes estadounidenses.
La estrategia de Murphy había funcionado. Atlantic finalmente agregó a "Kick" en su calendario de lanzamientos. Sin embargo, el sello estuvo de acuerdo en hacer lo menos posible para promocionarlo. "Kick" fue lanzado en octubre de 1987 y fue aclamado por la crítica mundial, proporcionando a la banda una enorme popularidad a escala global. Alcanzó el puesto número 1 en Australia, el número 3 en el Billboard 200 de los Estados Unidos, el número 9 en el Reino Unido y el número 15 en Austria. En los Estados Unidos, el álbum pasó un total de 81 semanas en el Billboard 200, quedando 19 semanas consecutivas en el Top 10. Fue un álbum optimista que produjo cuatro sencillos que ingresaron al Top 10, "New Sensation", "Never Tear Us Apart", "Devil Inside" y el número uno "Need You Tonight".
En un año de su lanzamiento, "Kick" había alcanzado la certificación de oro y platino en muchos países. En los Estados Unidos, fue certificado platino el 22 de diciembre de 1987 (menos de dos meses después de su lanzamiento) por la Recording Industry Association of America (RIAA) por ventas superiores al millón de copias. Cinco meses más tarde, el álbum había alcanzado el doble platino, y a finales de 1989, fue certificado cuádruple platino, habiendo vendido más de cuatro millones de unidades sólo en los Estados Unidos. En el Reino Unido, "Kick" fue el primer álbum de la banda en obtener una certificación de platino de la British Phonographic Industry (BPI), logrando esto en julio de 1988. "Kick" era un éxito comercial en otros territorios a través de Europa, consiguiendo el platino en Francia, España y Suiza, todo dentro del primer año de su lanzamiento.

## Listado de canciones
El álbum está disponible en tres formatos, el estándar en disco de vinilo, en casete de cinta magnética de audio y por último en formato digital de disco compacto.
Edición original en CD
| Kick |                       |                                         |          |  |
| N.º  | Título                | Escritor(es)                            | Duración |  |
| 1.   | «Guns In the Sky»     | Michael Hutchence                       | 2:21     |  |
| 2.   | «New Sensation»       | Andrew Farriss y Michael Hutchence      | 3:39     |  |
| 3.   | «Devil Inside»        | Andrew Farriss y Michael Hutchence      | 5:14     |  |
| 4.   | «Need You Tonight»    | Andrew Farriss y Michael Hutchence      | 3:02     |  |
| 5.   | «Mediate»             | Andrew Farriss                          | 2:32     |  |
| 6.   | «The Loved One»       | Ian Clyne, Gerry Humphreys y Rob Lovett | 3:37     |  |
| 7.   | «Wild Life»           | Andrew Farriss y Michael Hutchence      | 3:10     |  |
| 8.   | «Never Tear Us Apart» | Andrew Farriss y Michael Hutchence      | 3:05     |  |
| 9.   | «Mystify»             | Andrew Farriss y Michael Hutchence      | 3:17     |  |
| 10.  | «Kick»                | Andrew Farriss y Michael Hutchence      | 3:14     |  |
| 11.  | «Calling All Nations» | Andrew Farriss y Michael Hutchence      | 3:03     |  |
| 12.  | «Tiny Daggers»        | Andrew Farriss y Michael Hutchence      | 3:38     |  |

### Edición japonesa de 1989
La edición japonesa de 1989 contiene seis temas adicionales.

| temas adicionales |                                     |                                    |          |  |
| N.º               | Título                              | Escritor(es)                       | Duración |  |
| 1.                | «Devil Inside (Re-mix Version)»     | Andrew Farriss y Michael Hutchence | 6:30     |  |
| 2.                | «New Sensation" (Nick 12" Mix)»     | Andrew Farriss y Michael Hutchence | 6:30     |  |
| 3.                | «Move On»                           | Andrew Farriss y Michael Hutchence | 4:48     |  |
| 4.                | «Need You Tonight (Mendelsohn Mix)» | Andrew Farriss y Michael Hutchence | 7:02     |  |
| 5.                | «Different World»                   | Andrew Farriss y Michael Hutchence | 4:17     |  |
| 6.                | «Guns in the Sky (Kick Ass Mix)»    | Michael Hutchence                  | 6:02     |  |

### Reedición de 2002
La reedición de 2002 contiene cuatro temas adicionales.

| temas adicionales |                            |                                    |          |  |
| N.º               | Título                     | Escritor(es)                       | Duración |  |
| 1.                | «Move On (Guitar Version)» | Andrew Farriss y Michael Hutchence | 3:48     |  |
| 2.                | «Jesus Was a Man»          | Andrew Farriss y Michael Hutchence | 6:10     |  |
| 3.                | «Mystify (Chicago Demo)»   | Andrew Farriss y Michael Hutchence | 4:11     |  |
| 4.                | «The Trap (Demo)»          | Andrew Farriss y Michael Hutchence | 2:32     |  |

### Edición de lujo de 2004
La edición de lujo contiene, además del mismo primer disco de la edición estándar, un segundo disco con doce canciones adicionales.

| Disco dos, Out-Takes And Demos |                                             |                                    |          |  |
| N.º                            | Título                                      | Escritor(es)                       | Duración |  |
| 1.                             | «Move On»                                   | Andrew Farriss y Michael Hutchence | 4:47     |  |
| 2.                             | «I'm Coming (Home)»                         | Tim Farriss                        | 4:50     |  |
| 3.                             | «On the Rocks»                              | Kirk Pengilly                      | 3:06     |  |
| 4.                             | «Mystify (Chicago Demo)»                    | Andrew Farriss y Michael Hutchence | 4:06     |  |
| 5.                             | «Jesus Was A Man (Demo/Outtakes)»           | Andrew Farriss y Michael Hutchence | 6:07     |  |
| 6.                             | «The Trap (Demo)»                           | Andrew Farriss y Michael Hutchence | 2:29     |  |
| 7.                             | «New Sensation (Nick 12" Mix)»              | Andrew Farriss y Michael Hutchence | 6:30     |  |
| 8.                             | «Guns in the Sky (Kick Ass Remix)»          | Andrew Farriss y Michael Hutchence | 6:01     |  |
| 9.                             | «Need You Tonight (Mendelson Extended Mix)» | Andrew Farriss y Michael Hutchence | 7:12     |  |
| 10.                            | «Mediate (Live From America)»               | Andrew Farriss                     | 3:50     |  |
| 11.                            | «Never Tear Us Apart (Live From America)»   | Andrew Farriss y Michael Hutchence | 3:35     |  |
| 12.                            | «Kick (Live From America)»                  | Andrew Farriss y Michael Hutchence | 3:47     |  |

### Edición de lujo de 2012 Kick 25
La reedición de lujo del vigesimoquinto aniversario del álbum lujo contiene, además del mismo primer disco de la edición estándar, un segundo disco con trece canciones adicionales.

| Disco dos, temas adicionales |                                               |                                    |          |  |
| N.º                          | Título                                        | Escritor(es)                       | Duración |  |
| 1.                           | «Never Tear Us Apart (Soul Version)»          | Andrew Farriss y Michael Hutchence | 3:31     |  |
| 2.                           | «Move On (Guitar Version)»                    | Andrew Farriss y Michael Hutchence | 3:44     |  |
| 3.                           | «I'm Coming (Home)»                           | Tim Farriss                        | 4:50     |  |
| 4.                           | «On the Rocks»                                | Kirk Pengilly                      | 3:06     |  |
| 5.                           | «Mystify (Chicago Demo)»                      | Andrew Farriss y Michael Hutchence | 4:06     |  |
| 6.                           | «Jesus Was A Man (Demo/Outtakes)»             | Andrew Farriss y Michael Hutchence | 6:07     |  |
| 7.                           | «The Trap (Demo)»                             | Andrew Farriss y Michael Hutchence | 2:29     |  |
| 8.                           | «Never Tear Us Apart (Live From America)»     | Andrew Farriss y Michael Hutchence | 3:35     |  |
| 9.                           | «Do Wot You Do»                               | Andrew Farriss y Michael Hutchence | 3:16     |  |
| 10.                          | «Guns in the Sky (Kick Ass Remix)»            | Michael Hutchence                  | 6:01     |  |
| 11.                          | «New Sensation (Nick 7")»                     | Andrew Farriss y Michael Hutchence | 3:40     |  |
| 12.                          | «Different World (7")»                        | Andrew Farriss y Michael Hutchence | 4:16     |  |
| 13.                          | «Calling All Nations (Kids on Bridges Remix)» | Andrew Farriss y Michael Hutchence | 3:09     |  |

### Edición de súper lujo de 2012 Kick 25
La reedición de súper lujo del vigesimoquinto aniversario del álbum lujo contiene, además del mismo primer disco de la edición estándar, dos discos más y un DVD. Además incluye un estuche rojo con un libro de 84 páginas con imágenes inéditas, un póster de la gira segundo disco con trece canciones adicionales.

| Disco dos, temas adicionales |                                              |                                    |          |  |
| N.º                          | Título                                       | Escritor(es)                       | Duración |  |
| 1.                           | «Move On (Guitar Version)»                   | Andrew Farriss y Michael Hutchence | 3:44     |  |
| 2.                           | «I'm Coming (Home)»                          | Tim Farriss                        | 4:50     |  |
| 3.                           | «Mediate (Live From America)»                | Andrew Farriss                     | 3:50     |  |
| 4.                           | «Never Tear Us Apart (Live From America)»    | Andrew Farriss y Michael Hutchence | 3:35     |  |
| 5.                           | «Kick (Live From America)»                   | Andrew Farriss y Michael Hutchence | 3:47     |  |
| 6.                           | «On the Rocks»                               | Kirk Pengilly                      | 3:06     |  |
| 7.                           | «Do Wot You Do»                              | Andrew Farriss y Michael Hutchence | 3:16     |  |
| 8.                           | «Mystify (Chicago Demo)»                     | Andrew Farriss y Michael Hutchence | 4:06     |  |
| 9.                           | «Jesus Was A Man (Demo/Outtakes)»            | Andrew Farriss y Michael Hutchence | 6:07     |  |
| 10.                          | «The Trap (Demo)»                            | Andrew Farriss y Michael Hutchence | 2:29     |  |
| 11.                          | «Guns in the Sky (Kick Ass Remix)»           | Michael Hutchence                  | 6:01     |  |
| 12.                          | «Need You Tonight (Mendelsohn Extended Mix)» | Andrew Farriss y Michael Hutchence | 7:12     |  |
| 13.                          | «Move On»                                    | Andrew Farriss y Michael Hutchence | 4:47     |  |

| Disco tres, temas adicionales |                                               |                                    |          |  |
| N.º                           | Título                                        | Escritor(es)                       | Duración |  |
| 1.                            | «Never Tear Us Apart (Soul Version)»          | Andrew Farriss y Michael Hutchence | 3:31     |  |
| 2.                            | «New Sensation (Nick 12" Mix)»                | Andrew Farriss y Michael Hutchence | 6:30     |  |
| 3.                            | «New Sensation (Nick 7" Mix)»                 | Andrew Farriss y Michael Hutchence | 3:40     |  |
| 4.                            | «Devil Inside (Extended Remix)»               | Andrew Farriss y Michael Hutchence | 6:29     |  |
| 5.                            | «Devil Inside (7")»                           | Andrew Farriss y Michael Hutchence | 5:11     |  |
| 6.                            | «Different World (7")»                        | Andrew Farriss y Michael Hutchence | 4:16     |  |
| 7.                            | «Calling All Nations (Kids on Bridges Remix)» | Andrew Farriss y Michael Hutchence | 3:09     |  |

| DVD |                                          |          |  |
| N.º | Título                                   | Duración |  |
| 1.  | «Track Baby Track - Documentary»         | 35:13    |  |
| 2.  | «Kick World Tour Exclusive Band Footage» | 15:43    |  |
| 3.  | «Mystify (Video)»                        | 3:50     |  |
| 4.  | «Guns in the Sky (Video)»                | 2:21     |  |
| 5.  | «Need You Tonight (Video)»               | 3:10     |  |

### Edición definitiva de 2017 Kick 30
La reedición de coleccionista del trigésimo aniversario del álbum contiene, además del mismo primer disco de la edición estándar remasterizada, dos discos más y un Blu-Ray.

| Disco dos. Demos, mixes & more |                                              |                                    |          |  |
| N.º                            | Título                                       | Escritor(es)                       | Duración |  |
| 1.                             | «Move On (Guitar Version)»                   | Andrew Farriss y Michael Hutchence | 3:44     |  |
| 2.                             | «I'm Coming (Home)»                          | Tim Farriss                        | 4:50     |  |
| 3.                             | «Mediate (Live From America)»                | Andrew Farriss                     | 3:50     |  |
| 4.                             | «Never Tear Us Apart (Live From America)»    | Andrew Farriss y Michael Hutchence | 3:35     |  |
| 5.                             | «Kick (Live From America)»                   | Andrew Farriss y Michael Hutchence | 3:47     |  |
| 6.                             | «On the Rocks»                               | Kirk Pengilly                      | 3:06     |  |
| 7.                             | «Do Wot You Do»                              | Andrew Farriss y Michael Hutchence | 3:16     |  |
| 8.                             | «Mystify (Chicago Demo)»                     | Andrew Farriss y Michael Hutchence | 4:06     |  |
| 9.                             | «Jesus Was A Man (Demo/Outtakes)»            | Andrew Farriss y Michael Hutchence | 6:07     |  |
| 10.                            | «The Trap (Demo)»                            | Andrew Farriss y Michael Hutchence | 2:29     |  |
| 11.                            | «Guns in the Sky (Kick Ass Remix)»           | Michael Hutchence                  | 6:01     |  |
| 12.                            | «Need You Tonight (Mendelsohn Extended Mix)» | Andrew Farriss y Michael Hutchence | 7:12     |  |
| 13.                            | «Move On»                                    | Andrew Farriss y Michael Hutchence | 4:47     |  |

| Disco tres. Additional mixes & B-sides |                                               |                                    |          |  |
| N.º                                    | Título                                        | Escritor(es)                       | Duración |  |
| 1.                                     | «Never Tear Us Apart (Soul Version)»          | Andrew Farriss y Michael Hutchence | 3:37     |  |
| 2.                                     | «New Sensation (Nick 12" Mix)»                | Andrew Farriss y Michael Hutchence | 6:32     |  |
| 3.                                     | «New Sensation (Nick 7" Mix)»                 | Andrew Farriss y Michael Hutchence | 3:42     |  |
| 4.                                     | «Devil Inside (Extended Remix)»               | Andrew Farriss y Michael Hutchence | 6:31     |  |
| 5.                                     | «Devil Inside (7" Version)»                   | Andrew Farriss y Michael Hutchence | 5:11     |  |
| 6.                                     | «Devil Inside (Radio Edit)»                   | Andrew Farriss y Michael Hutchence | 3:56     |  |
| 7.                                     | «Different World (12" Version)»               | Andrew Farriss y Michael Hutchence | 4:16     |  |
| 8.                                     | «Different World (7" Version)»                | Andrew Farriss y Michael Hutchence | 4:16     |  |
| 9.                                     | «Need You Tonight (Big Bump Mix)»             | Andrew Farriss y Michael Hutchence | 8:25     |  |
| 10.                                    | «Need You Tonight (Ben Liebrand Mix)»         | Andrew Farriss y Michael Hutchence | 7:17     |  |
| 11.                                    | «Need You Tonight (Mendelsohn 7" Edit)»       | Andrew Farriss y Michael Hutchence | 3:59     |  |
| 12.                                    | «Guns in the Sky (Kookabura Mix)»             | Michael Hutchence                  | 2:22     |  |
| 13.                                    | «Calling All Nations (Kids on Bridges Remix)» | Andrew Farriss y Michael Hutchence | 3:12     |  |
| 14.                                    | «Shine Like It Does (Live)»                   | Andrew Farriss y Michael Hutchence | 3:25     |  |

| Blu-ray. Dolby Atmos Surround Mix |                                     |                                         |          |  |
| N.º                               | Título                              | Escritor(es)                            | Duración |  |
| 1.                                | «Guns In the Sky (Atmos mix)»       | Michael Hutchence                       | 2:21     |  |
| 2.                                | «New Sensation (Atmos mix)»         | Andrew Farriss y Michael Hutchence      | 3:39     |  |
| 3.                                | «Devil Inside (Atmos mix)»          | Andrew Farriss y Michael Hutchence      | 5:14     |  |
| 4.                                | «Need You Tonight (Atmos mix)»      | Andrew Farriss y Michael Hutchence      | 3:02     |  |
| 5.                                | «Mediate (Atmos mix)»               | Andrew Farriss                          | 2:32     |  |
| 6.                                | «The Loved One (Atmos mix)»         | Ian Clyne, Gerry Humphreys y Rob Lovett | 3:37     |  |
| 7.                                | «Wild Life (Atmos mix)»             | Andrew Farriss y Michael Hutchence      | 3:10     |  |
| 8.                                | «Never Tear Us Apart (Atmos mix)»   | Andrew Farriss y Michael Hutchence      | 3:05     |  |
| 9.                                | «Mystify (Atmos mix)»               | Andrew Farriss y Michael Hutchence      | 3:17     |  |
| 10.                               | «Kick (Atmos mix)»                  | Andrew Farriss y Michael Hutchence      | 3:14     |  |
| 11.                               | «Calling All Nations (Atmos mix)»   | Andrew Farriss y Michael Hutchence      | 3:03     |  |
| 12.                               | «Tiny Daggers (Atmos mix)»          | Andrew Farriss y Michael Hutchence      | 3:38     |  |
| 13.                               | «Guns In the Sky (Promo video)»     |                                         |          |  |
| 14.                               | «New Sensation (Promo video)»       |                                         |          |  |
| 15.                               | «Devil Inside (Promo video)»        |                                         |          |  |
| 16.                               | «Need You Tonight (Promo video)»    |                                         |          |  |
| 17.                               | «Mediate (Promo video)»             |                                         |          |  |
| 18.                               | «Never Tear Us Apart (Promo video)» |                                         |          |  |
| 19.                               | «Mystify (Promo video)»             |                                         |          |  |
| 20.                               | «Kick (Promo video)»                |                                         |          |  |

## Relación de ediciones
Álbum Kick
| Formato | Región         | Sello                                                 | N.º de catálogo | Fecha                                                |
| LP      | Australia      | WEA                                                   | 255080-1        | 1987                                                 |
| LP      | Japón          | WEA                                                   | P-13582         | 1987                                                 |
| LP      | Canadá         | Atlantic Records                                      | 78 17961        | 1987                                                 |
| LP      | Estados Unidos | Atlantic Records                                      | 7 81796-1       | 1987                                                 |
| LP      | Europa         | Mercury Records                                       | 832 721-1       | 1987                                                 |
| LP      | Estados Unidos | Mobile Fidelity Sound Lab                             | MOFI 1-003      | 2011 (reedición 180 gramos)                          |
| LP      | Europa         | Atco Records, Petrol Electric y Universal Music Group | 0600753395028   | 2012 (reedición 180 gramos)                          |
| MC      | Australia      | WEA                                                   | 255080-4        | 1987                                                 |
| MC      | Japón          | WEA                                                   | PKG-3302        | 1987                                                 |
| MC      | Canadá         | Atlantic Records                                      | 78 17964        | 1987                                                 |
| MC      | Estados Unidos | Atlantic Records                                      | 7 81796-4       | 1987                                                 |
| MC      | Europa         | Mercury Records                                       | 832 721-4       | 1987                                                 |
| CD      | Australia      | WEA                                                   | 255080-2        | 1987                                                 |
| CD      | Japón          | WEA                                                   | 32XD-864        | 1987                                                 |
| CD      | Estados Unidos | Atlantic Records                                      | 7 81796-2       | 1987                                                 |
| CD      | Canadá         | Atlantic Records                                      | CD 81796        | 1987                                                 |
| CD      | Europa         | Mercury Records                                       | 832 721-4       | 1987                                                 |
| CD      | Japón          | WEA                                                   | 22P2-2399       | 1989 (reedición especial 18 temas)                   |
| CD      | Europa         | Mercury Records                                       | 832 721-2       | 1992 (reedición)                                     |
| CD      | Canadá         | Rhino Records                                         | R2 78204        | 2002 (reedición especial 16 temas)                   |
| CD      | Europa         | Mercury Records                                       | 9823550         | 2004 (reedición deluxe)                              |
| CD      | Europa         | Universal Records                                     | 0602527706375   | 2011 (reedición)                                     |
| CD      | Australia      | Universal Records                                     | 5339092         | 2012 (reedición deluxe remasterizada kick 25)        |
| CD      | Europa         | Universal Records                                     | 0600753390924   | 2012 (reedición deluxe remasterizada kick 25)        |
| CD      | Europa         | Universal Records                                     | 6007533845282   | 2012 (reedición super deluxe remasterizada kick 25)  |
| CD      | Europa         | Universal Records                                     | 0602557887211   | 2017 (reedición remasterizada coleccionista kick 30) |
| CD      | Estados Unidos | Atlantic Records                                      | R2 565069       | 2017 (reedición remasterizada coleccionista kick 30) |

## Créditos
Michael Hutchence, voz principal. +
Kirk Pengilly, guitarra, saxofón y coros.
Andrew Farriss, teclados y guitarra.
Tim Farriss, guitarra.
Jon Farriss, batería, percusión y coros.
Garry Gary Beers, bajo y coros.
Chris Thomas, Producción.
David Nicholas, Ingeniería.
Nick Egan, fotografía de portada.
Chris Murphy, manager.

## Sencillos
- "Need You Tonight" / "Mediate" (23 de septiembre de 1987)
- "Devil Inside" (13 de febrero de 1988)
- "New Sensation" / "Guns In The Sky" (31 de marzo de 1988)
- "Never Tear Us Apart" (8 de agosto de 1988)
- "Mystify" / "Kick" (15 de marzo de 1989)

## Vídeos
1. "Need You Tonight"
2. "Mediate"
3. "Devil Inside"
4. "New Sensation"
5. "Never Tear Us Apart"
6. "Guns In The Sky"
7. "Mystify"

## Gira
Tras el lanzamiento de Kick, INXS se embarcó en una gira mundial de dieciséis meses tocando en pabellones y estadios en las principales ciudades de Norteamérica, Europa, Japón y Australia. La banda comenzó su gira Kick-off Tour el 14 de agosto con una serie de espectáculos secretos de calentamiento que se tocaron en el sureste y noreste de Australia, antes de emprender una gira de tres etapas por los Estados Unidos comenzando en el 16 de septiembre en East Lansing. La primera etapa estadounidense se extendió hasta noviembre, seguida de fechas en el Reino Unido en diciembre.
Con la creciente popularidad de Kick y el lanzamiento de su primer sencillo, "Need You Tonight", las doce canciones del álbum se convirtieron rápidamente en elementos básicos de las listas de canciones de la gira, y con el tema "Don't Change" que sirvió de tema exitoso y recurrente en los bises.
La gira por Estados Unidos se reanudó en marzo con la banda tocando en tres shows con entradas agotadas en el Radio City Music Hall de Nueva York del 18 al 20 de marzo. Se contrataron flotas de camiones para transportar el equipo, la iluminación y el vestuario de la banda a lo largo de miles de kilómetros de carreteras durante los próximos tres meses. Durante el tiempo que la banda pasó viajando por Estados Unidos, Andrew comenzó a escribir y tocar nuevo material con una guitarra. Según INXS: The Official Inside Story of a Band on the Road, Andrew dijo: "Antes de la gira de Kick, nunca había escrito en la carretera, principalmente porque no tenía tiempo, supongo, y estaba un poco orgulloso de haber aprendido a hacer eso". INXS continuó la segunda etapa de la gira estadounidense con varios conciertos en ciudades clave en todo el estado de California, incluyendo San Francisco y San Diego. Posteriormente varias fechas en Canadá y en el centro de Estados Unidos cerraron la manga norteamericana.
En junio y julio de 1988 realizaron doce conciertos en Europa. Tras once meses de gira INXS decidió seguir con la presentación en vivo de su álbum más exitoso hasta el momento, y la gira se extendió con el nombre de Calling All Nations Tour. Dos meses repletos de conciertos en Norteamérica terminaron con dos conciertos en la exótica Honolulu. 
En octubre, INXS hizo una breve parada en Japón para tocar unos pocos conciertos y festivales, antes de viajar a Australia para cerrar la última etapa de la gira con grandes conciertos en su país.
Desde la culminación de la gira de Kick en noviembre de 1988, INXS acordó un respiro de un año. Este receso de un año permitió a los miembros tiempo libre para pasarlo con sus familias y trabajar en proyectos paralelos.